# Wangyang (sockenhuvudort i Kina, Heilongjiang Sheng, lat 46,97, long 127,92)
Wangyang (kinesiska: 王杨, 王杨乡) är en sockenhuvudort i Kina. Den ligger i provinsen Heilongjiang, i den nordöstra delen av landet, omkring 170 kilometer nordost om provinshuvudstaden Harbin. Antalet invånare är 13 608. Befolkningen består av 6 946 kvinnor och 6 662 män. Barn under 15 år utgör 15,0 %, vuxna 15-64 år 78 %, och äldre över 65 år 6,0 %.
Runt Wangyang är det ganska tätbefolkat, med 54 invånare per kvadratkilometer. Närmaste större samhälle är Tieli, 9,5 km öster om Wangyang. Trakten runt Wangyang består till största delen av jordbruksmark.
Genomsnittlig årsnederbörd är 915 millimeter. Den regnigaste månaden är juli, med i genomsnitt 219 mm nederbörd, och den torraste är januari, med 9 mm nederbörd.